# Флама
Флама (на латински: Flamma, буквално: „Пламък“) е сирийски гладиатор по времето на Римската империя, при управлението на император Адриан. Той е един от най-известните, страховити и успешни гладиатори на своето време.
Не е известно как Флама става гладиатор, най-вероятно е поробен и след това изпратен в гладиаторско училище. Възможно е да е бил сирийски бунтовник или бивш войник от римски помощни войски. Флама се бие в стил секутор (използващ гладиус и скутум), като по този причина най-честите му противници са гладиатори които се бият в стил рециарий (използващи нож, мрежа и тризъбец). Гладиаторите, които показват голямо умение и храброст могат да бъдат „пенсионирани“ или освободени, като са награждавани със символ на свободата – дървен меч (ridius). Флама е награждаван четири пъти, но всеки път отказва свободата си и остава на арената. Той участва в 34 гладиаторски битки, като печели 21 от тях. Умира на тридесетгодишна възраст.
На надгробната му плоча в Сицилия се чете:
| „ | Flamma s[e]c(utor) vix(it) ann(os) XXX / pugna(vi)t XXXIIII vicit XXI / stans VIIII mis(sus) IIII nat(ione) Syrus / hui(c) Delicatus coarmio merenti fecit. | “ |

Което се превежда: 
| „ | Флама, секутор. Живя 30 години. Би се 34 пъти, победи 21 пъти, завърши наравно 9 пъти и беше пощаден 4 пъти. Сириец по рождение. Деликат (гладиатор) направи този гроб, за заслужил другар по оръжие. | “ |

### Цитирана литература
- Hanel, Rachael. Gladiators Fearsome fighters //   The Creative Company, 2007. ISBN 9781583415351. (на английски)
- Park, Love, Louise, Timothy. The Roman Gladiators //   Marshall Cavendish, 2010. ISBN 9780761444435. (на английски)
- Попов, Владимир (2015). "Гладиаторите" (PDF). сп. „Българска наука“. No. 75. ISSN 1314-1031.
- Carter, Michael. Gladiatorial Ranking and the „SC de Pretiis Gladiatorum Minuendis“ (CIL II 6278 = ILS 5163) //   Classical Association of Canada, 2003. p. 83 – 114. (на английски)
- Fagan, Garrett G. Fagan. The Lure of the Arena: Social Psychology and the Crowd at the Roman Games //   Cambridge University Press, 2011. ISBN 9780521196161. (на английски)